# Arico
Arico est une commune de la province de Santa Cruz de Tenerife dans la communauté autonome des Îles Canaries en Espagne. Elle est située au sud-est de l'île de Tenerife.
Elle est reliée à Santa Cruz de Tenerife par l'autoroute TF-1 et par la vieille route Santa Cruz de Tenerife - Adeje. La zone côtière est longue de 17 km et les températures moyennes oscillent entre 17 et 26 °C au niveau de la mer. Arico a une superficie de 179,16 km2 avec un dénivelé de 0 à 2 529 m (le sommet de la commune est la Montanja de la Grieta).

## Géographie

### Localisation

Localisation de l'île de Tenerife dans les Îles Canaries.
Localisation d'Arico dans l'île de Tenerife.

| La Orotava          | La Orotava | Fasnia           |
| Granadilla de Abona | Arico      | Océan Atlantique |
| Granadilla de Abona |            | Océan Atlantique |

### Localités de la commune
La mairie est située dans la localité de Villa de Arico.
Les autres hameaux qui font partie de la commune sont : Arico Nuevo, Arico Viejo, Abades, La Jaca, Tajao et Poris de Abona.

## Histoire

### LeSanatorio de Abona
La lèpre fut pendant longtemps un problème majeur sur l’île. La première station de lépreux fut établie dans le nord. Jusqu’à la construction d’un crématoire, les cadavres étaient jetés à la mer près du port de Santa Cruz.
En 1943 un village entier destiné aux lépreux, le Sanatorio de Abona fut construit dans une zone vide d’habitants, sur la colline qui surplombe l’actuel village d’Abades. On bâtit aussi un hôpital, plusieurs bâtiments d’habitation et administratifs, un crématoire, et une grande église surmontée d’une immense croix, architecture monumentale typique de la période de Franco, très visible depuis l’autoroute TF-1.
La découverte de nouveaux traitements permit d’éradiquer la lèpre des îles Canaries, et les travaux furent interrompus avant l’achèvement du projet, laissant en place un village fantôme. Utilisé comme terrain d’entraînement au combat de ville par l’armée espagnole, le village entier a été vendu en 2002 à un particulier pour un projet immobilier qui n’a pas vu le jour.

### Un développement récent
Les anciens villages de cette partie très sèche de l’île étaient tous dans les hauteurs, à la limite de la forêt, où l’eau potable était disponible, le plus souvent grâce à de profondes galeries creusées dans la montagne. L’ancienne route principale serpentait à flanc de coteau et reliait les villages entre eux. L’inauguration de l’aéroport sud TFS Reina Sofia tout proche et de l’autoroute TF-1 en 1978 donna le coup d’envoi du développement de cette région.

### Les Guanches
En 1997 on a retrouvé des tombes de l'époque des Guanches près du petit port de Poris de Abona, à proximité d'Arico.

## Démographie
| Année | Population | Densité de population |
| ----- | ---------- | --------------------- |
| 1991  | 4 567      | -                     |
| 1996  | 5 064      | -                     |
| 2001  | 5 824      | 32,5 Hab./km²         |
| 2002  | 6 653      | -                     |
| 2003  | 6 928      | 38,8 hbt/km²          |
| 2004  | 7 005      | 39,1 hbt/km²          |
| 2005  | 7 159      | 40,0 hbt/km²          |
| 2006  | 7 104      | 39,7 hbt/km²          |
| 2007  | 7 565      | 42.2 hbt/km²          |
| 2009  | 7 850      | 43.91 hbt/km²         |

## Économie
Les activités principales sont l'agriculture et le tourisme, rural ou balnéaire (notamment des nombreux retraités allemands). De nombreux sentiers de randonnée serpentent dans les montagnes et près de la côte. Arico est un point réputé de l'île pour l'escalade en montagne et la plongée sous-marine.

## Galerie

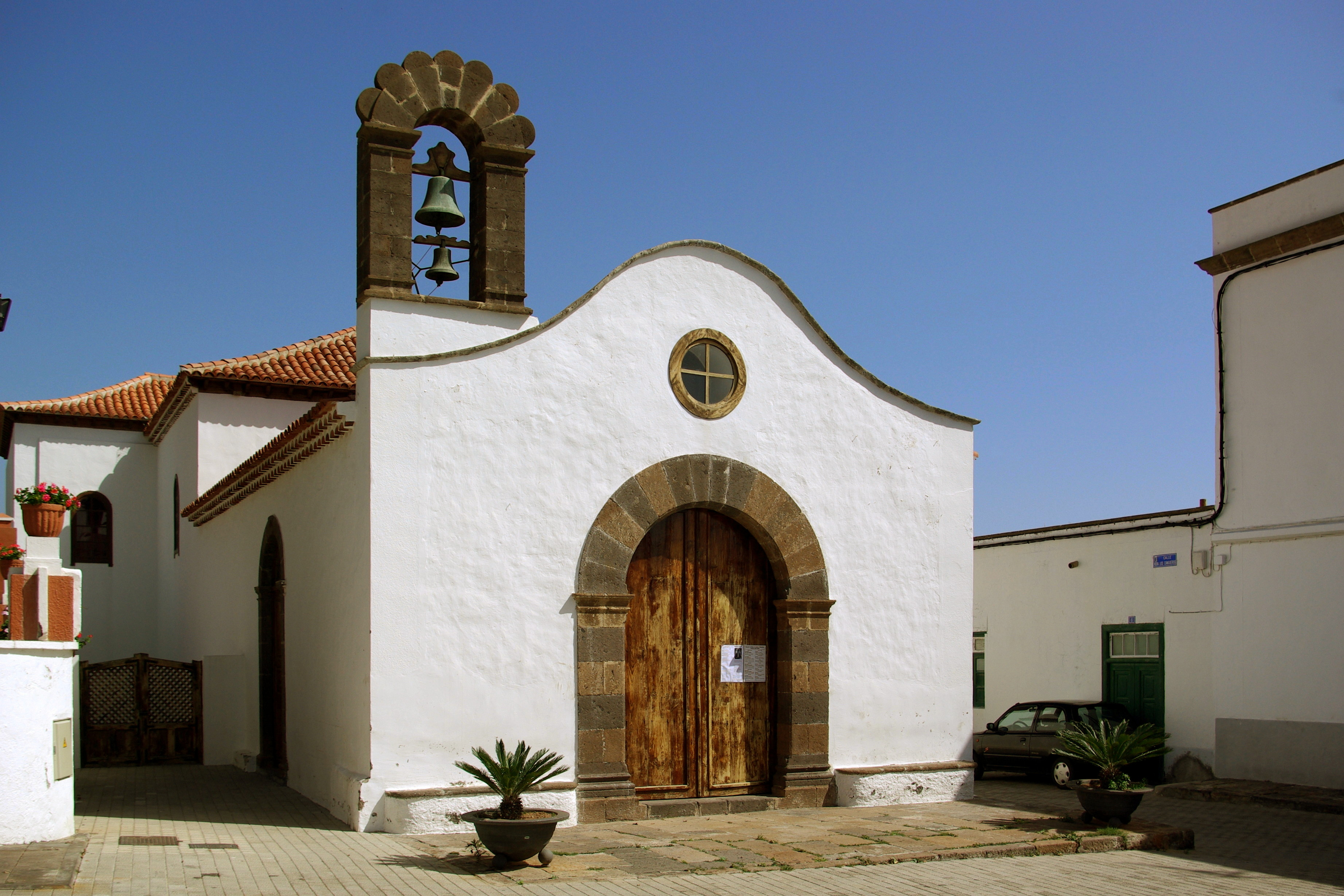
Arico Nuevo
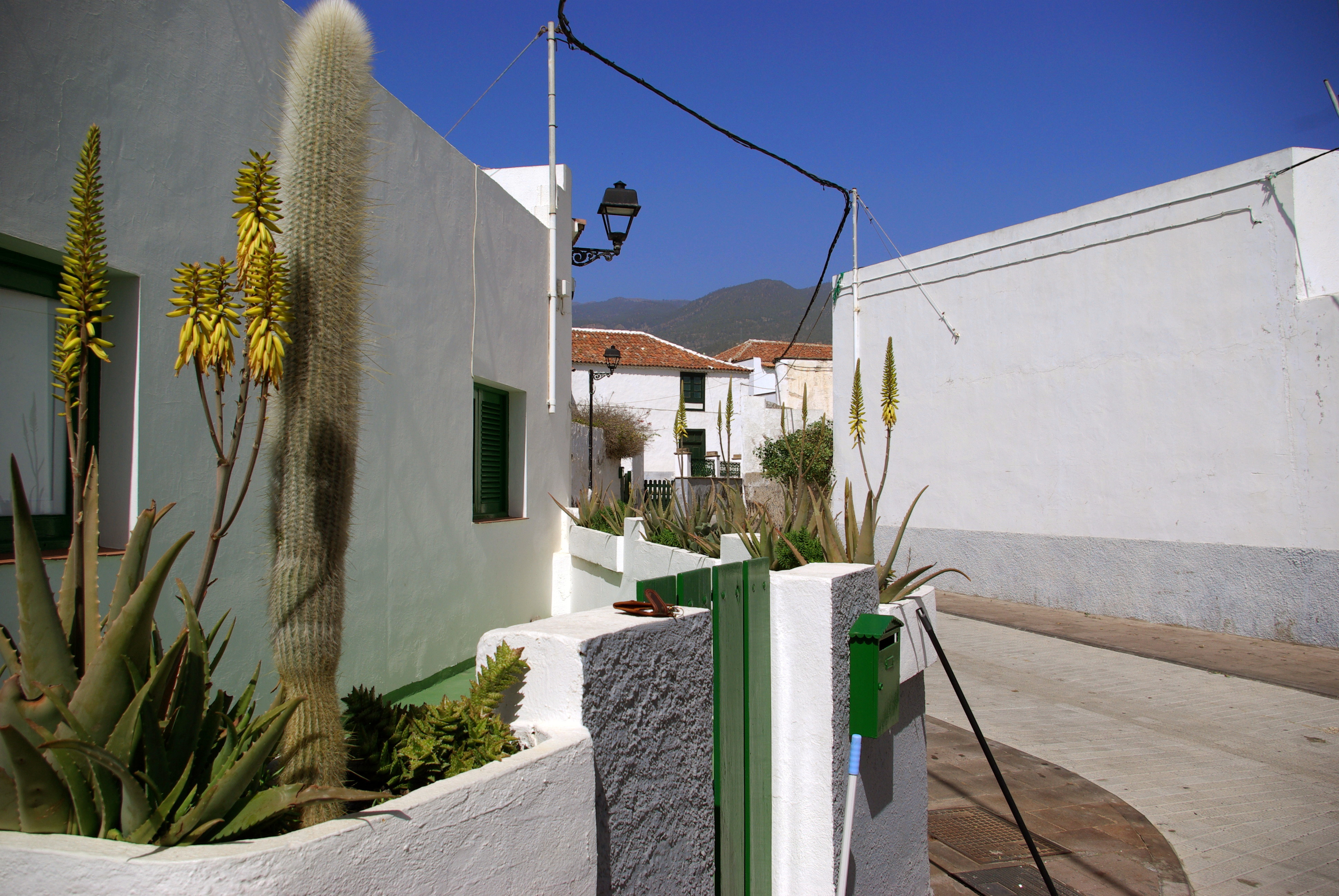
Arico Nuevo
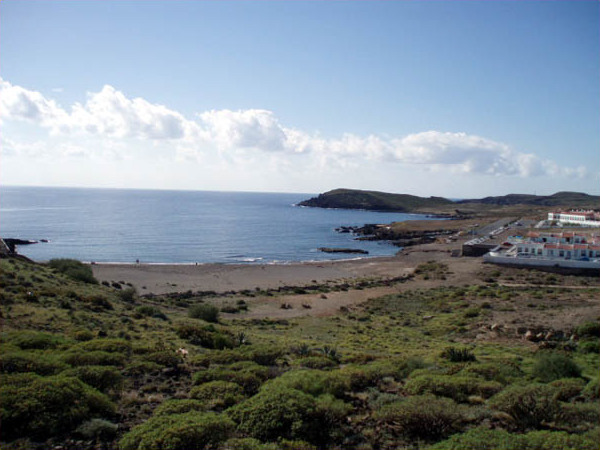
La plage d’Abades